# Kanpu masatsu

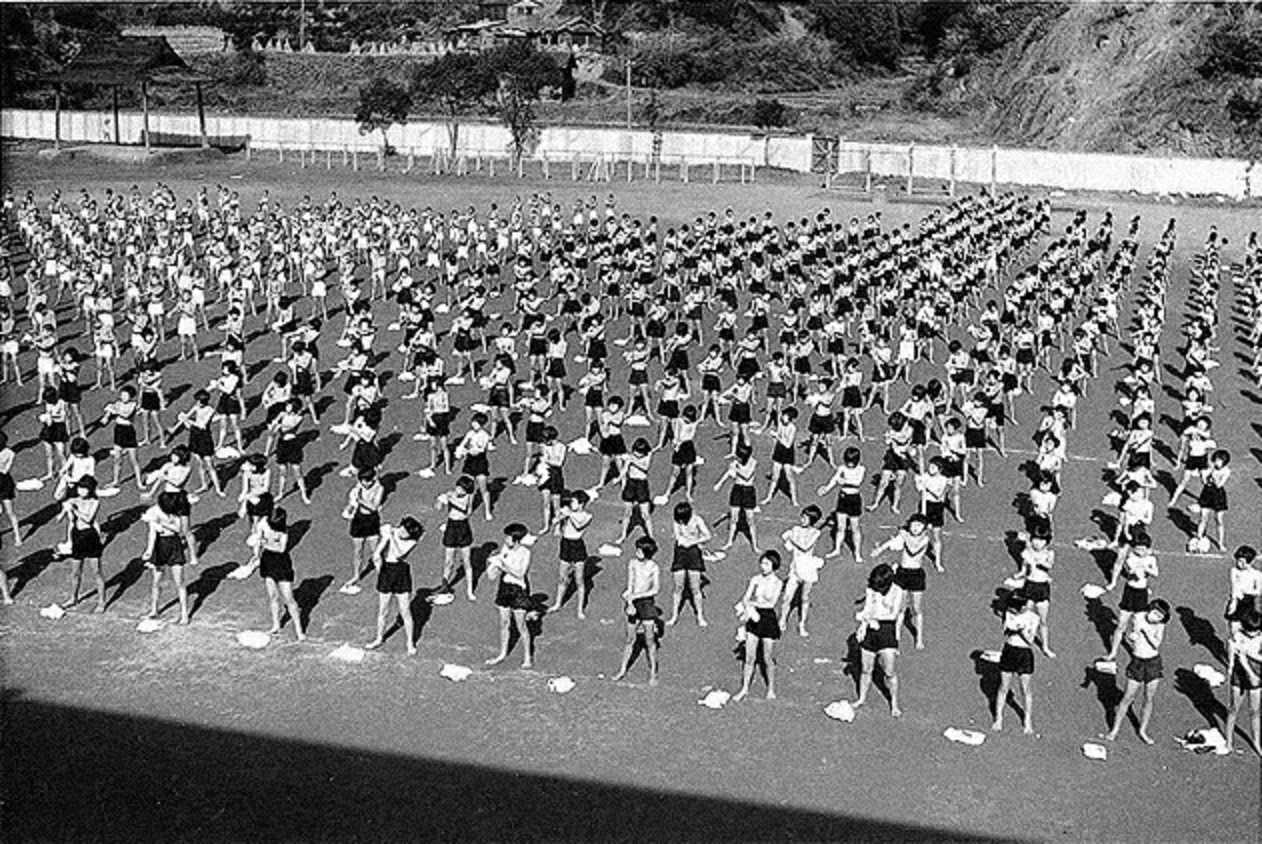
Estudantes japonesas praticando Kanpu masatsu em 1941

Kanpu masatsu (乾布摩擦, literalmente fricção com toalha seca) é um costume japonês onde alguém esfrega uma toalha seca ao longo do corpo para criar o calor e atrito, especialmente em tempo frio, para promover a boa saúde ou evitar doenças. Embora relembre fisicamente banho de esponja, o objetivo do kanpu masatsu é aquecer a pele pela fricção e não para limpar o corpo. Kanpu masatsu é muitas vezes praticado em um ambiente de grupo, especialmente entre as crianças nas escolas, onde às vezes é parte de uma rotina de exercícios da manhã.
Popularmente imaginado para prevenir doença, especialmente gripes e resfriados, como muitas crenças populares a sua eficácia não é clara, embora haja evidências de que pode ser levemente útil. Um estudo de 2012 de 24 homens do Departamento de Imunologia da Faculdade de Medicina na Niigata University encontraram alterações nos níveis de linfócitos e granulócitos contra um grupo de controle e concluiu que kanpu masatsu é um "exercício leve, sistêmico e aeróbico, que pode afetar o sistema imunológico através do sistema nervoso autônomo."  Um estudo de 2002 na Central Aizu Hospital Geral de pacientes idosos acamados relatou possíveis resultados benéficos, concluindo "Esta técnica pode ser usada para reduzir uma variedade de complicações causadas pela imunidade diminuída observada em pacientes velhos acamados."